# Keita Kosugi
Keita Kosugi (japanska 小杉 啓太 Keita Kosugi), född 18 mars 2006, är en japansk fotbollsspelare som spelar för Djurgårdens IF.

## Karriär
Kosugi tillhörde som ung Shonan Bellmares U18-lag.
2023 spelade han samtliga matcher och var lagkapten för Japan i både Asiatiska U16-mästerskapet i Thailand samt i U17-VM i Indonesien. Laget vann U16-finalen mot Sydkorea samt åkte ur i åttondelsfinalen mot Spanien i VM.
Den 22 mars 2024 skrev han på ett fyraårskontrakt med Djurgårdens IF.

## Statistik

### Klubblag
| Klubb                           | Säsong                | Liga                  | Liga    | Liga | Liga   | Nationell cup | Nationell cup | Nationell cup | Internationell cup | Internationell cup | Internationell cup | Totalt  | Totalt | Totalt |
| Klubb                           | Säsong                | Division              | Matcher | Mål  | Assist | Matcher       | Mål           | Assist        | Matcher            | Mål                | Assist             | Matcher | Mål    | Assist |
| ------------------------------- | --------------------- | --------------------- | ------- | ---- | ------ | ------------- | ------------- | ------------- | ------------------ | ------------------ | ------------------ | ------- | ------ | ------ |
| Djurgårdens IF                  | 2024                  | Allsvenskan           | 14      | 1    | 1      | 0             | 0             | 0             | 7                  | 0                  | 1                  | 21      | 1      | 2      |
| Djurgårdens IF                  | Totalt                | Totalt                | 14      | 1    | 1      | 0             | 0             | 0             | 7                  | 0                  | 1                  | 21      | 1      | 2      |
| Totalt hela karriären           | Totalt hela karriären | Totalt hela karriären | 14      | 1    | 1      | 0             | 0             | 0             | 7                  | 0                  | 1                  | 21      | 1      | 2      |
| Senast uppdaterad 22 mars 2024. |                       |                       |         |      |        |               |               |               |                    |                    |                    |         |        |        |

### Landslag
| Landslag                        | År             | Totalt  | Totalt | Totalt |
| Landslag                        | År             | Matcher | Mål    | Assist |
| ------------------------------- | -------------- | ------- | ------ | ------ |
| Japan U17                       | 2023           | 10      | 0      | 0      |
| Japan U17                       | Totalt         | 10      | 0      | 0      |
| Hela karriären                  | Hela karriären | 10      | 0      | 0      |
| Senast uppdaterad 20 mars 2024. |                |         |        |        |